# 1874 en musique classique
| \| • Retour à la chronologie générale de la musique classique • \| |
| Grèce • Rome • Haut Moyen Âge • VIIIe siècle • IXe siècle • Xe siècle • XIe siècle XIIe siècle • XIIIe siècle • XIVe siècle • XVe siècle • XVIe siècle • XVIIe siècle XVIIIe siècle • XIXe siècle • XXe siècle • XXIe siècle |
| • Retour à la chronologie générale de la musique classique • |

| Années en musique classique : 1871 - 1872 - 1873 - 1874 - 1875 - 1876 - 1877    |
| Décennies en musique classique : 1840 - 1850 - 1860 - 1870 - 1880 - 1890 - 1900 |

## Événements

### Créations
- 18 janvier : le Concerto pour violon et orchestre d'Édouard Lalo, créé au Théâtre du Chatelet par Pablo de Sarasate.
- 5 avril : Die Fledermaus, opérette de Johann Strauss II, créée au Theater an der Wien de Vienne.
- 22 mai : le Requiem de Giuseppe Verdi, créé en l'église San Marco de Milan.
- Juin-juillet : Modest Moussorgski compose les Tableaux d'une exposition, après une exposition à la mémoire de son ami l'architecte Victor Hartmann.
- 19 décembre : El Barberillo de Lavapiés, zarzuela de Francisco Asenjo Barbieri, créée  au Teatro de la Zarzuela à Madrid.

Date indéterminée
- César Franck compose son oratorio Rédemption.
- Edvard Grieg compose une musique de scène pour Peer Gynt, pièce de théâtre de l'auteur norvégien Henrik Ibsen, dont il tirera les suites no 1 et 2.
- Édouard Lalo compose sa Symphonie espagnole.
- Sergueï Taneïev compose sa Symphonie no 1 (créée en 1948).

### Autres
- Création de la revue allemande Allgemeine deutsche Musikzeitung.
- Fondation à Milan de la maison d'édition musicale Sonzogno.

## Naissances

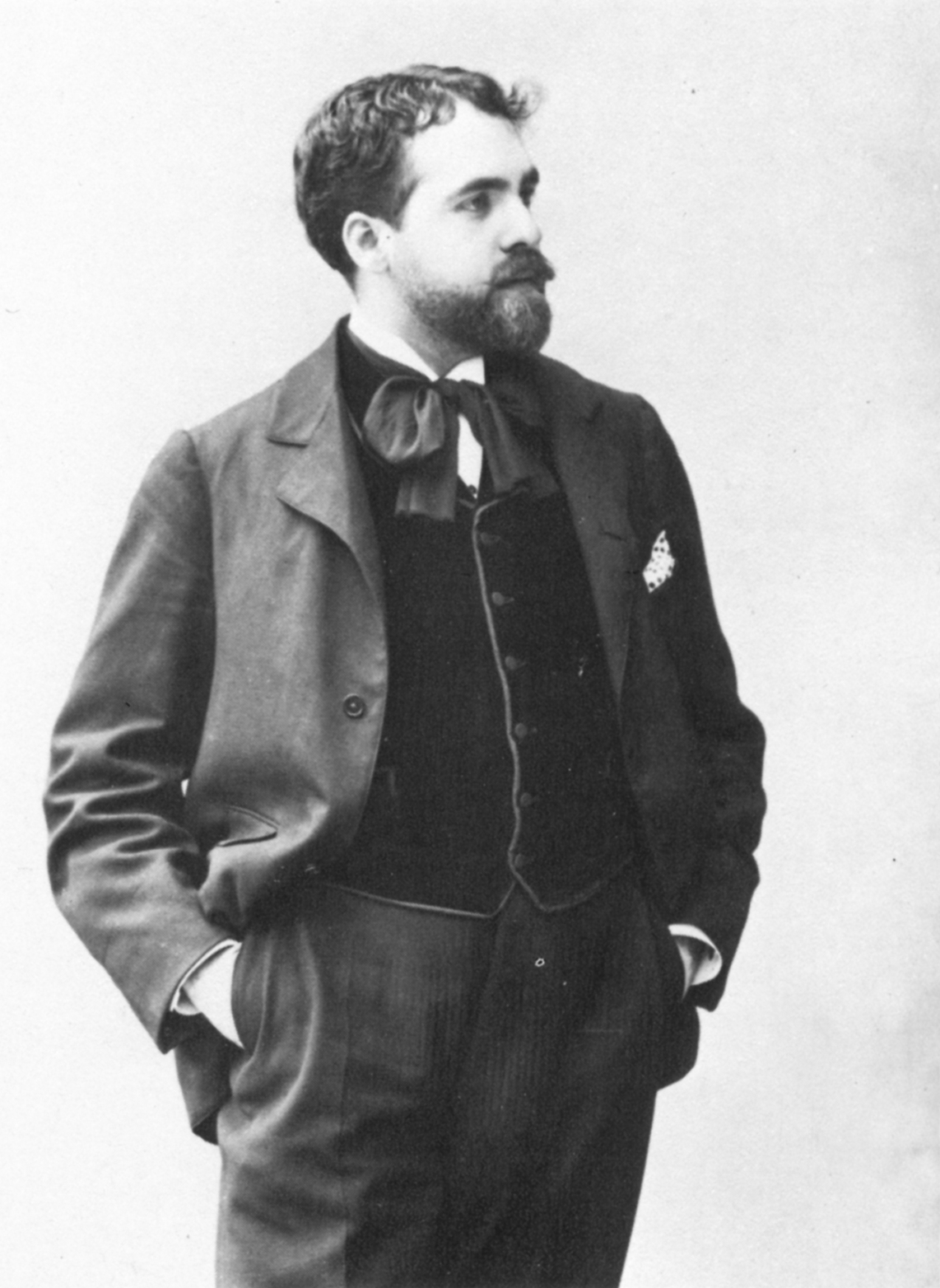
Reynaldo Hahn

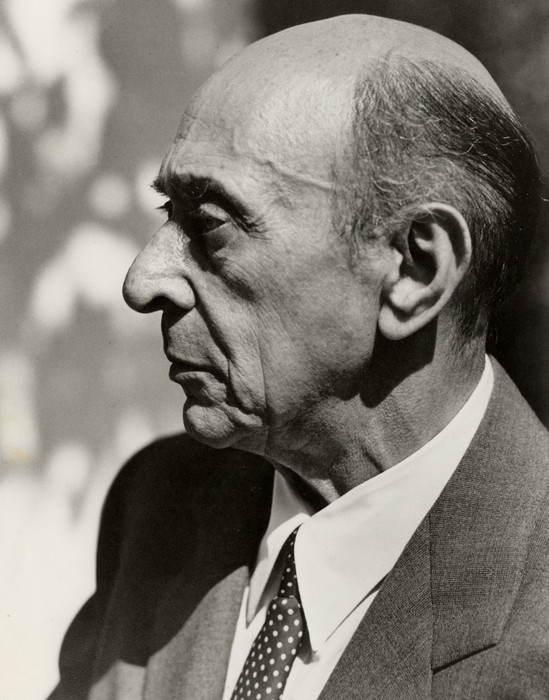
Arnold Schoenberg

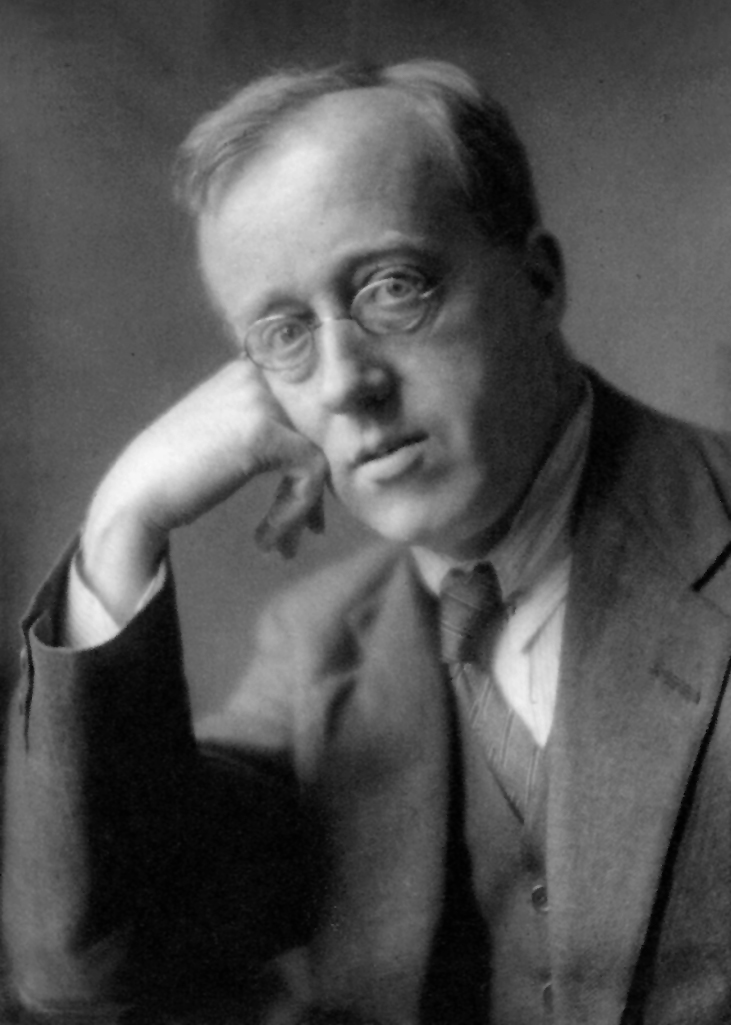
Gustav Holst

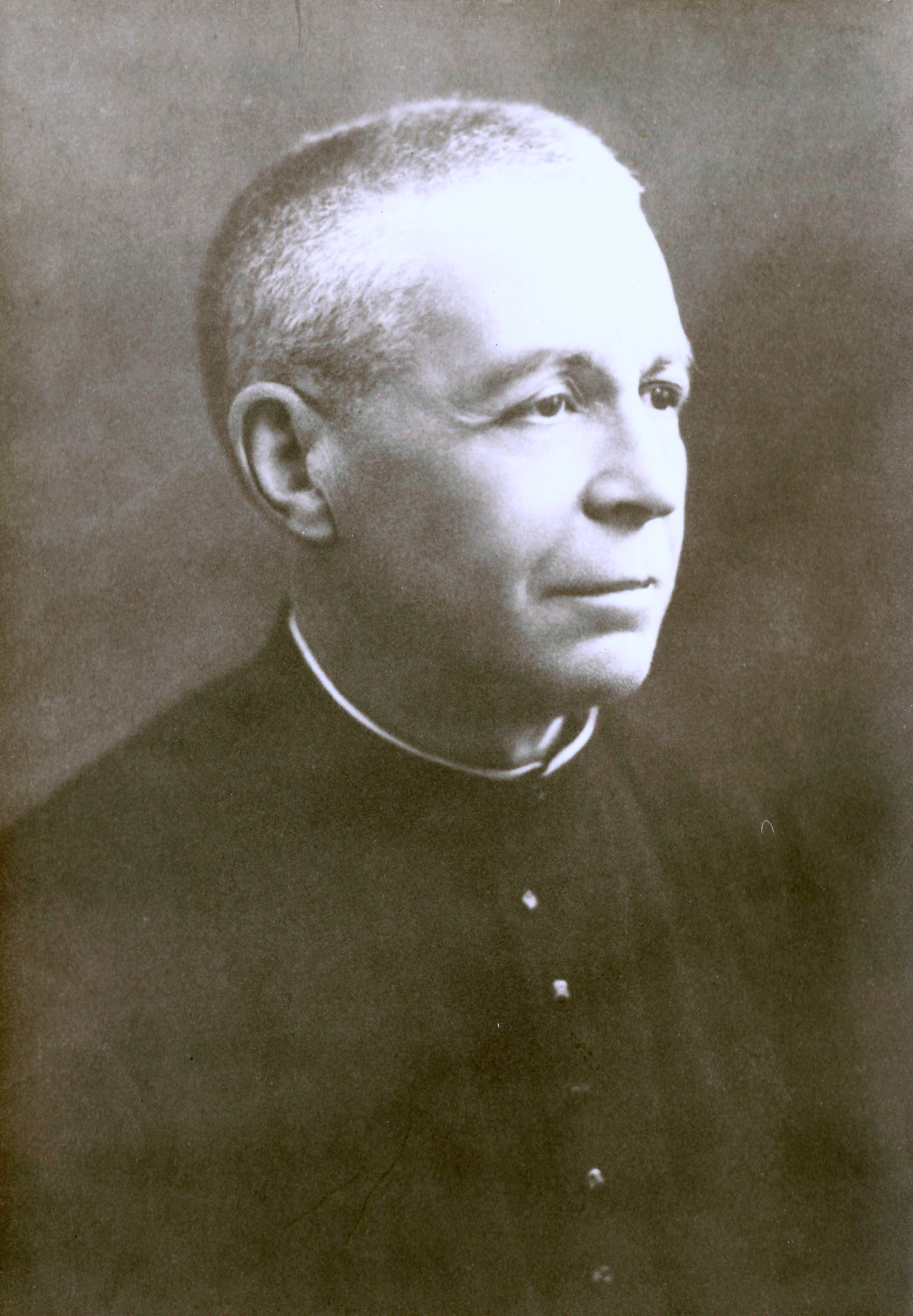
Edmond Chabot

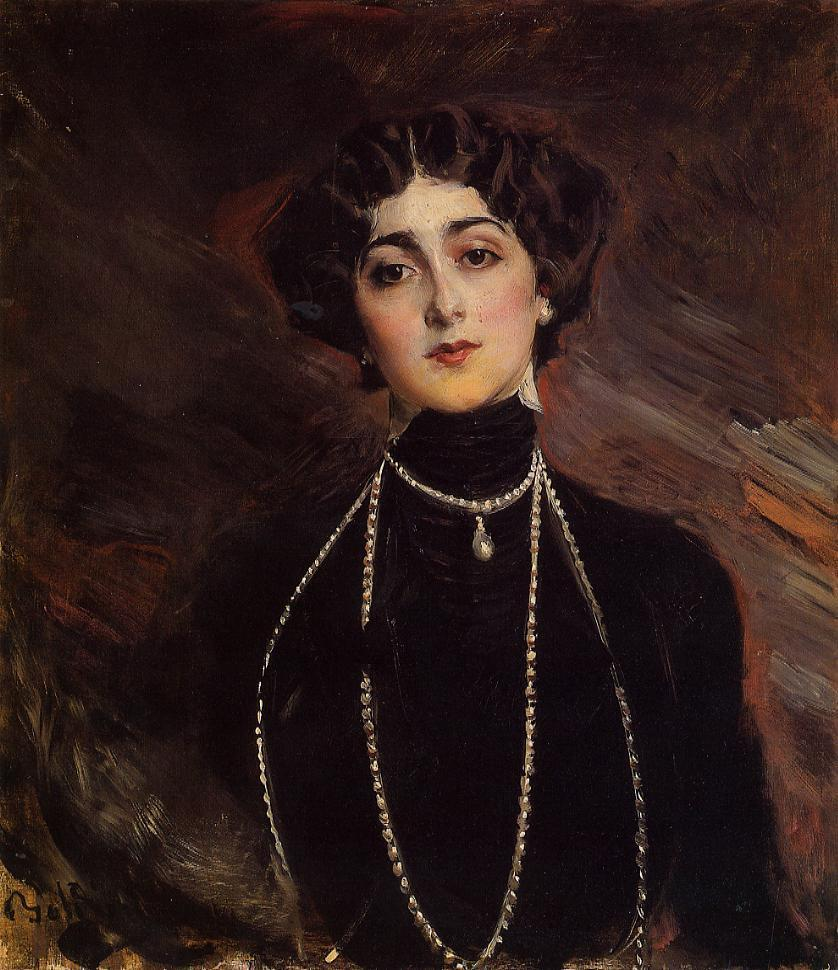
Lina Cavalieri

- 4 janvier : Josef Suk, compositeur et violoniste tchèque († 29 mai 1935).
- 5 janvier : Katharine Emily Eggar, compositrice et pianiste anglaise († 15 août 1961).
- 29 janvier : Robert Lach, poète, compositeur et musicologue autrichien († 11 septembre 1958).
- 13 février : Giuseppe Pettine, mandoliniste virtuose italo-américain, professeur et compositeur († 1966).
- 14 février : Pierre Aubry, musicologue français († 31 août 1910).
- 18 février : Louis Laloy, musicologue, écrivain et sinologue français († 4 mars 1944).
- 20 février : Mary Garden, soprano britannique († 3 janvier 1967).
- 12 mars : Edmund Eysler, compositeur autrichien († 4 octobre 1949).
- 15 mars : Jules Marmier, compositeur, violoncelliste, organiste et chef de chœur suisse († 28 juillet 1975).
- 21 mars : Frederic Lliurat i Carreras, pianiste et critique musical catalan († 14 janvier 1956).
- 26 mars : Oskar Nedbal, chef d'orchestre, altiste et compositeur tchèque († 24 décembre 1930).
- 27 mars : Andrés de Segurola, chanteur lyrique espagnol († 23 janvier 1953).
- 31 mars :
  - Andrés Gaos, violoniste et compositeur argentin d'origine espagnole († 13 mars 1959).
  - Henri Marteau, violoniste et compositeur († 3 octobre 1934).
- 3 avril : Eduardo Sánchez de Fuentes, compositeur cubain, auteur de livres sur l'histoire de la musique cubaine († 7 septembre 1944).
- 6 avril : Hermann Dostal, compositeur autrichien († 20 décembre 1930).
- 7 avril : Friedrich Kayßler, acteur, écrivain, directeur de théâtre et compositeur allemand († 24 avril 1945).
- 9 avril : Julius Bittner, compositeur autrichien († 9 janvier 1939).
- 21 avril : 
  - Giulio Bas, compositeur, maître de chapelle et organiste italien († 27 août 1929).
  - Vincent Scotto, compositeur français († 15 novembre 1952).
- 26 avril : Louis Bleuzet, hautboïste français († 27 janvier 1941).
- 2 mai : Jeanne Darlays, cantatrice française († 5 septembre 1958).
- 10 mai : Gustave Huberdeau, baryton français († 31 mai 1945).
- 16 mai : Jeanne Alombert, pianiste et compositrice française († 7 juillet 1964).
- 11 juin : Richard Stöhr, compositeur autrichien († 11 décembre 1967).
- 30 juin : Paul Pierné, compositeur et organiste français († 24 mars 1952).
- 1er juillet : 
  - Francis Popy, compositeur français († 20 février 1928).
  - Zsigmond Vincze, chef d'orchestre et compositeur hongrois († 30 juin 1935).
- 17 juillet : Margyl, mezzo-soprano française († 12 août 1907).
- 20 juillet : Amedeo Bassi, ténor italien († 14 janvier 1949).
- 26 juillet : Serge Koussevitzky, chef d'orchestre russe naturalisé américain († 4 juin 1951).
- 27 juillet : Henri Leroy, clarinettiste français († 29 janvier 1960).
- 31 juillet : Dorothy Lawton, bibliothécaire musicale britannique († 19 février 1960).
- 9 août : Reynaldo Hahn, chef d'orchestre, critique musical et compositeur français († 28 janvier 1947).
- 22 août : Edward Bairstow, organiste et compositeur anglais († 1er mai 1946).
- 1er septembre : Edwin Evans, critique musical et musicographe britannique († 3 mars 1945).
- 11 septembre : Heinrich Kaspar Schmid, compositeur allemand († 8 janvier 1953 (à 78 ans)).
- 13 septembre : Arnold Schoenberg, compositeur autrichien († 13 juillet 1951).
- 21 septembre : Gustav Holst, compositeur anglais († 25 mai 1934).
- 20 octobre : Charles Ives, compositeur américain († 19 mai 1954).
- 30 octobre : Alfred Margis, pianiste et compositeur français († 27 janvier 1913).
- 1er novembre : 
  - Paul Jeanjean, musicien, clarinettiste et compositeur français († 9 janvier 1929).
  - Olga Lagrange-Gerlach, mezzo-soprano allemande († 20 janvier 1949).
- 13 novembre : Marguerite Long, pianiste française († 13 février 1966).
- 15 novembre : Selma Kurz, cantatrice soprano autrichienne († 10 mai 1933).
- 17 novembre : Charles Van den Borren, musicologue, spécialiste de la musique baroque et professeur de musique belge († 14 janvier 1966).
- 7 décembre : Carl Cohn Haste, pianiste, organiste, compositeur et professeur de musique danois († 4 juin 1939).
- 9 décembre : Carlo Zangarini, librettiste et dramaturge italien, également réalisateur, scénariste et professeur d'art dramatique († 19 juillet 1943).
- 13 décembre : Josef Lhévinne, pianiste et pédagogue russe († 2 décembre 1944).
- 21 décembre : Edmond Chabot, religieux catholique et compositeur français († 9 décembre 1962).
- 22 décembre : Franz Schmidt, violoncelliste, compositeur et pédagogue autrichien († 11 février 1939).
- 24 décembre : Adam Didur, basse polonaise († 7 janvier 1946).
- 25 décembre : Lina Cavalieri, soprano italienne († 8 février 1944).
- 26 décembre : Léon Rothier, artiste lyrique français († 6 décembre 1951).
- 27 décembre : Bertha Frensel Wegener, compositrice et professeur de musique hollandaise († 17 juillet 1953).
- 31 décembre : Ernest Austin, compositeur anglais († 24 juillet 1947).

## Décès

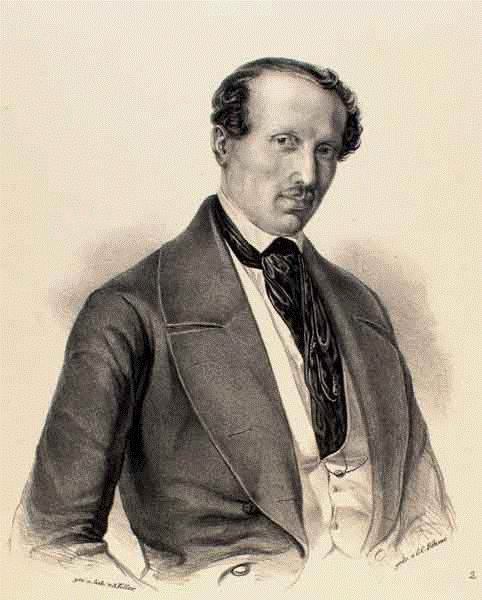
Hans Christian Lumbye

- 7 janvier : Ernesto Cavallini, clarinettiste Italien, (° 30 août 1807).
- 13 février : Friedrich Burgmüller, compositeur allemand (° 4 décembre 1806).
- 3 mars : Louis Plaidy, professeur de piano et compilateur allemand de livres d'études de techniques musicales (° 28 novembre 1810).
- 20 mars : Hans Christian Lumbye, compositeur danois (° 2 mai 1810).
- 1er mai : Vilém Blodek, flûtiste, pianiste et compositeur tchèque (° 3 octobre 1834).
- 22 mai : Maria Kalergis, pianiste polonaise (° 7 août 1822).
- 31 août : Achille Gouffé, contrebassiste et compositeur français (° 4 septembre 1804).
- 7 septembre : Willem de Mol, compositeur flamand (° 1er mars 1846).
- 6 octobre : Thomas Tellefsen, compositeur et pianiste norvégien (° 26 novembre 1823).
- 26 octobre : Peter Cornelius, poète, acteur et compositeur allemand (° 24 décembre 1824).
- 8 décembre : Franz Wilhelm Ferling, hautboïste, compositeur et clarinettiste allemand (° 20 septembre 1796).
- 22 décembre : Johann Peter Pixis, pianiste et compositeur d'origine allemande (° 10 février 1778).